# Eudora (Arkansas)
Eudora és una població dels Estats Units a l'estat d'Arkansas. Segons el cens del 2000 tenia 2.819 habitants.

## Demografia
Segons el cens del 2000, Eudora tenia 2.819 habitants, 1.047 habitatges, i 731 famílies. La densitat de població era de 354,5 habitants/km².
Dels 1.047 habitatges en un 34,9% hi vivien nens de menys de 18 anys, en un 30,5% hi vivien parelles casades, en un 34,7% dones solteres, i en un 30,1% no eren unitats familiars. En el 26,6% dels habitatges hi vivien persones soles el 14,2% de les quals corresponia a persones de 65 anys o més que vivien soles. El nombre mitjà de persones vivint en cada habitatge era de 2,69 i el nombre mitjà de persones que vivien en cada família era de 3,24.
Per edats la població es repartia de la següent manera: un 32,4% tenia menys de 18 anys, un 9,4% entre 18 i 24, un 23,7% entre 25 i 44, un 20% de 45 a 60 i un 14,6% 65 anys o més.
L'edat mediana era de 33 anys. Per cada 100 dones de 18 o més anys hi havia 68,9 homes.
La renda mediana per habitatge era de 17.857 $ i la renda mediana per família de 19.840 $. Els homes tenien una renda mediana de 20.729 $ mentre que les dones 15.262 $. La renda per capita de la població era de 9.437 $. Entorn del 34,6% de les famílies i el 36,5% de la població estaven per davall del llindar de pobresa.

## Poblacions més properes
El següent diagrama mostra les poblacions més properes.